# Lista de disciplinas da biologia
Esta é uma lista de disciplinas de  Biologia.

## A
- Abiogênese
- Acarologia
- Aerobiologia - estudo das partículas, vivas ou não, presentes na atmosfera, tais como bactérias, vírus e pólen, também chamadas de aeroplâncton.
- Agricultura
- Anatomia - estudo da forma e função, nas plantas, animais e outros organismos, ou especificamente em humanos.
  - Anatomia de superfície, Anatomia humana
- Antrozoologia
- Antropologia
- Aracnologia
- Astrobiologia - estudo da evolução, distribuição e futuro da vida no universo - também conhecido como exobiologia, exopaleontologia e bioastronomia

## B
- Bacteriologia
- Bioengenharia — estudo da biologia através de meios de engenharia com ênfase no conhecimento aplicado e especificamente relacionado a biotecnologia
- Bioestatística
- Biofísica - estudo dos processos biológicos através da física, aplicando teorias e métodos tradicionalmente usados nas ciências físicas
- Biogeografia
- Bioinformática - o uso da tecnologia da informação para o estudo, coleta, e armazenamento do genoma e outros dados biológicos
- Biologia de água doce
- Biologia ambiental - estudo do mundo natural, como um  todo ou em uma área em particular, especificamente as afetadas pela atividade humana
- Biologia celular - estudo da célula como uma unidade completa, e as interações moleculares e químicas que ocorrem dentro de uma célula viva
- Biologia da conservação - estudo da preservação, proteção, ou restoração do ambiente natural, ecossistemas naturais, vegetação e vida selvagem
- Biologia do desenvolvimento — estudo dos processos pelos quais os organismos se formam, do zigoto a estrutura completa
- Biologia evolutiva do desenvolvimento
- Biologia estrutural - um ramo da biologia molecular, bioquímica e biofísica estudando as estruturas moleculares de macromoléculas biológicas
- Biologia evolutiva - estudo da origem e extinção de espécies ao longo do tempoe
- Biologia humana
- Biologia integrada - estudo dos organismos como um todo
- Biologia marinha - estudo dos oceânicos, seus ecossistemas, plantas, animais e outros seres vivos
- Biologia molecular - estudo da biologia e funções biológicas no nível molecular, por vezes cruzando com bioquímica
- Biologia de populações
  - Ecologia de populaçõe, Genética de populações
- Biologia quântica
- Biologia química
- Biologia sintética
- Biomatemática - o estudo quantitativo ou matemático de processos biológicos, com ênfase na modelagem
- Biomecânica - muitas vezes considerado um ramo da medicina, é o estudo da mecânica dos seres vivos, com ênfase no uso aplicado através de próteses ou órtesis
- Biomedicina
- Biônica
- Bioquímica - estudo das reações químicas necessárias para a vida existir e funcionar, normalmente com foco em nível celular
- Biotecnologia - estudo da manipulação da matéria viva, incluindo modificações genéticas e biologia sintética
- Botânica — estudo das plantas

## C
- Cancerologia
- Carcinologia - estudo dos crustáceos
- Cetologia
- Ciência ambiental
- Ciclos
- Cinologia
- Citologia
- Citoquímica
- Cladística
- Classificação das plantas
- Conquiliologia
- Corologia
- Criptozoologia
- Criobiologia - estudo dos efeitos de temperaturas abaixo do normalmente desejado em seres vivos
- Cronobiologia

## E
- Ecofisiologia animal
- Ecologia - estudo da interação dos organismos vivos entre si e com elementos não-vivos do seu ambiente
  - Ecologia teórica, Simbiologia, Autoecologia, Sinecologia, Ecologia de populações, Ecologia comportamental
- Embriologia - estudo do desenvolvimento do embrião (da fecundação ao nascimento). Ver também topobiologia
- Endocrinologia
- Engenharia biológica
- Entomologia - estudo dos insetos
- Epidemiologia - estudo dos fatores que afetam a saúde da população
- Etologia - estudo do comportamento animal
- Evolução

## F
- Farmacologia - estudo da aplicação prática do preparo, uso e efeito de drogas e medicina sintética
- Ficologia (Algologia)
- Filogenia (Filogenética, Filogeografia)
- Filogeografia
- Fisiologia - estudo do funcionamento de organismos vivos
  - Fisiologia vegetal, Fisiologia humana
- Fitopatologia - estudo de doenças em plantas
- Fitossociologia

## G
- Genética  - estudo dos genes e hereditariedade
  - Genética populacional, Genética Quantitativa, Genômica, Proteômica, Genética molecular

## H
- Helmintologia
- Herpetologia - estudo dos répteis e anfíbios
- Histologia - estudo das células e tecidos, um ramo microscópico da anatomia

## I
- Ictiologia - estudo dos peixes
- Imunologia

## L
- Limnologia - estudo das águas em terra
- Liquenologia

## M
- Malacologia
- Mamalogia - estudo dos mamíferos
- Mastozoologia
- Micologia - estudo dos fungos
- Microbiologia - estudo dos organismos microscópicos (microorganismos) e suas interações com outros seres vivos
  - Microbiologia celular
- Mirmecologia
- Morfologia

## N
- Nematologia
- Neurobiologia - estudo do sistema nervoso, incluindo anatomia, psicologia e patologia
- Neurociência
  - Neuroanatomia, Neurofisiologia, Neuroetologia, Sistemas de neurociência, Psicologia biológica, Psiquiatria, Psicofarmacologia, Ciência comportamental, Neuroetologia, Psicofísica, Neurociência computacional, Neurociência cognitiva, Ciência cognitiva

## O
- Oncologia - estudo do processo cancerígeno
- Ontogenia
- Origem da vida
- Ornitologia - estudo dos pássaros
- Oceanografia - estudo do oceano, incluindo a vida, ambiente, geografia, clima, e outros aspectos influenciando o oceano

## P
- Paleontologia - estudo dos fósseis e às vezes evidência geográfica de vida pré-históica
  - Paleobotânica, Paleozoologia
- Parasitologia - estudo dos parasitas e parasitismo
- Patologia - estudo das doenças, a causa, processo, natureza e desenvolvimento
- Paleogenética
- Pesquisa biomédica - estudo do corpo humano na saúde e na doença
- Primatologia
- Psiquiatria biológica
- Psicobiologia - estudo de bases biológicas de psicologia

## R
- Reprodução

## S
- Simbiologia
- Sinecologia
- Sistemas biológicos
- Sociobiologia - estudo das bases biológicas da sociologia
- Sistemática - ciência dedicada a inventariar e descrever a biodiversidade e compreender as relações filogenéticas entre os organismos

## T
- Taxonomia
- Teratologia
- Toxicologia - estudo de venenos e poluição

Ciencias biologicas

## V
- Virologia - estudo dos vírus e outros agentes similares a vírus

## X
- Xenobiologia

## Z
- Zoofísica
- Zoografia
- Zoologia - estudo dos animais, incluindo classificação, fisiologia, desenvolvimento e comportamento
  - Ver também Entomologia, Etologia, Herpetologia, Ictiologia, Mamologia, e Ornitologia)
- Zootaxonomia
- Zootomia